# ДОСААФ России
Добровольное общество содействия армии, авиации и флоту России (ДОСААФ России) — общероссийская общественно-государственная организация (первая, получившая эту организационную форму), цель которой — содействие укреплению обороноспособности страны и национальной безопасности. Является преемником ДОСААФ СССР. С 1992 по 2009 годы носила название «РОСТО».
В соответствии с Федеральным законом 82-ФЗ и Уставом ДОСААФ России объединяет граждан Российской Федерации и самостоятельно организует свою деятельность.
Региональные отделения ДОСААФ России существуют в 80 субъектах Российской Федерации.

## Задачи
Согласно Постановлению Правительства от 28 ноября 2009 г. № 973 ДОСААФ России выполняет следующие государственные задачи:
1. Патриотическое (военно-патриотическое) воспитание граждан.
2. Подготовка граждан по военно-учётным специальностям.
3. Развитие авиационных и технических видов спорта.
4. Участие в развитии физической культуры и военно-прикладных видов спорта.
5. Лётная подготовка курсантов лётных образовательных учреждений профессионального образования, поддержание надлежащего уровня натренированности лётного и инженерно-технического состава, а также выполнение иных видов авиационных работ.
6. Участие в подготовке к военной службе граждан, пребывающих в запасе.
7. Подготовка специалистов массовых технических профессий и развитие технического творчества.
8. Участие в ликвидации последствий стихийных бедствий, аварий, катастроф и других чрезвычайных ситуаций.
9. Содержание объектов инфраструктуры ДОСААФ России в целях выполнения задач в период мобилизации и в военное время.

## История

Эмблема РОСТО

До 1991 года общество существовало как ДОСААФ СССР. 25 сентября 1991 года было реорганизовано в РОСТО (Российская оборонная спортивно-техническая организация) как общероссийское общественное объединение. В соответствии с Указом Президента Российской Федерации являлась правопреемником ДОСААФ СССР на территории Российской Федерации. 15 октября 2003 года на четвертом съезде РОСТО организация была переименована в «РОСТО (ДОСААФ)». В 2009 году в соответствии с Постановлением Правительства Российской Федерации от 28 ноября 2009 г. № 973 общество вернуло название ДОСААФ и получило форму общероссийской общественно-государственной организации в соответствии с Федеральным законом «Об общественных объединениях» от 19.05.1995 № 82-ФЗ.
03 февраля 2025 года опубликован Указ Президента Российской Федерации № 59 «Вопросы Общероссийской общественно-государственной организации «Добровольное общество содействия армии, авиации и флоту России» об усилении роли государства в деятельности организации. В соответствии с Указом «координацию деятельности ДОСААФ России от имени Российской Федерации осуществляет Министерство обороны Российской Федерации».
С 2016 года ДОСААФ России является соучредителем детского всероссийского военно-патриотического общественного движения (ВВПОД) «Юнармия».
В соответствии с Указом Президента Российской Федерации от 03.02.2025 г. № 59 Российская Федерация осуществляет представительство в руководящих органах ДОСААФ России . При этом:

а) в состав наблюдательного совета ДОСААФ России входят представители Администрации Президента Российской Федерации, Министерства обороны Российской Федерации, других федеральных органов исполнительной власти, в которых предусмотрена военная служба, Министерства просвещения Российской Федерации, Министерства спорта Российской Федерации, Министерства финансов Российской Федерации, Министерства экономического развития Российской Федерации, Федерального агентства по управлению государственным имуществом;

б) координацию деятельности ДОСААФ России от имени Российской Федерации осуществляет Министерство обороны Российской Федерации.

## Деятельность
Организация оказывает коммерческие услуги по обучению различным видам авиационного спорта (в том числе парашютному спорту), радиоспорту, вождению автотранспорта, стрельбе из огнестрельного и пневматического оружия; проводит патриотическую работу среди молодёжи; организует активный отдых и походы.
В соответствии с Указом Президента Российской Федерации от 03.02.2025 г. № 59 Министерству обороны Российской Федерации, другим федеральным органам исполнительной власти, в которых предусмотрена военная служба дано поручение :

а) оказывать поддержку ДОСААФ России в осуществлении деятельности, направленной на патриотическое (военно-патриотическое) воспитание граждан, включая детей и молодежь;

б) привлекать в установленном порядке ДОСААФ России к участию в мероприятиях, направленных на выполнение задач в период мобилизации и в военное время, подготовку граждан, подлежащих призыву на военную службу, и граждан, пребывающих в запасе, проведение учений и тренировок по мобилизационному развертыванию и выполнению мобилизационных планов, повышение квалификации работников мобилизационных органов.

## Спорт ДОСААФ
В соответствии со статьей 5 п.1 Федерального Закона N 329-ФЗ (ред. от 26.12.2024) "О физической культуре и спорте в Российской Федерации" (с изм. и доп., вступ. в силу с 01.03.2025) ДОСААФ России является субъектом физической культуры и спорта в Российской Федерации как общественно-государственная организации, участвующая в развитии военно-прикладных и служебно-прикладных видов спорта . По собственным заявлениям, ДОСААФ России участвует в развитии 35 авиационных, технических, военно-прикладных, служебно-прикладных и других видов спорта .
В настоящее время в системе спорта ДОСААФ России функционируют: Управление физической культуры и спорта, являющееся структурным подразделением аппарата Центрального совета ДОСААФ России, 4 Центральных спортивных клуба[каких?], спортивно-технические, стрелково-спортивные клубы, клубы служебного собаководства, детско-юношеские и спортивно-технические школы, авиационно-спортивные клубы, которые расположены практически на всей территории Российской Федерации.
В 2016 году в Центральном совете ДОСААФ России был создан Центр тестирования по выполнению нормативов ВФСК «ГТО». Приказом Минспорта России от 25 мая 2016 г. № 580 Центр тестирования ДОСААФ России был наделен правом по оценке выполнения нормативов испытаний (тестов) ВФСК ГТО.

## Подведомственные учреждения
В подчинении ДОСААФ находится авиационно-космический музей Центральный дом авиации и космонавтики. Музей возник сто лет назад в Санкт-Петербурге и год спустя переехал в Москву. Местоположение для музея было выбрано исходя из того что рядом находились аэродром на Ходынском поле  (прекратил работу и был застроен домами) и Военно-воздушная академия (ныне упразднённая).

## Авиация ДОСААФ
По состоянию на 25 апреля 2021 года в 53 субъектах Российской Федерации из 85 существуют авиационные организации ДОСААФ. Общее количество авиационных организаций в системе ДОСААФ России — 114, они осуществляют свою деятельность на 92 аэродромах государственной авиации и на 5 посадочных площадках гражданской авиации. А также в структуре авиации ДОСААФ находятся два авиаремонтных предприятия — Шахтинский авиационно-ремонтный завод ДОСААФ и Московский авиационно-ремонтный завод ДОСААФ.
В соответствии с письмом первого заместителя Министра обороны РФ В. В. Герасимова от 25.07.2022 г., ДОСААФ России не является подведомственной организацией Министерства обороны Российской Федерации и самостоятельно организует свою деятельность. Выполнение авиационных работ авиационными организациями ДОСААФ возможно только на основании ст. 114 Воздушного кодекса РФ воздушными судами, зарегистрированными в Государственном реестре гражданских воздушных судов.
В январе 2024 года Верховный суд РФ оставил в силе решения нижестоящих судов, признав документы (разрешения на авиаработы, заключения о лётной годности воздушных судов, пилотские свидетельства), выдаваемые Департаментом авиации ДОСААФ России, незаконными. ДОСААФ России, не являясь уполномоченным органом, не вправе выдавать документы в сфере авиации.

## Председатели ДОСААФ России
- 1991—2003 — А. И. Анохин
- 2003—2004 — А. И. Ватагин
- 2004—2007 — А. С. Стародубец
- 2007—2009 — Ю. Ф. Камышанов
- 2009—2014 — С. А. Маев
- 17.12.2014 — 30.01.2024 — А. П. Колмаков
- 30.01.2024 — 12.12.2024 — А. В. Дворников
- 12.12.2024 по март 2025 — и.о. Председателя А. В. Завизьон
- 27 марта 2025 по н.в. — Председатель  Д. В. Добряков

## Награды ДОСААФ России
ДОСААФ России является учредителем ряда общественных наград, которые являются внутренними наградами организации и не приравниваются к государственным наградам Российской Федерации. При этом вопрос о приравнивании таких наград к ведомственными разрешается судами разных регионов РФ по-разному.
Учрежденными ДОСААФ наградами в настоящее время являются:
- Орден «За заслуги» трех степеней[23]
- Почётный знак ДОСААФ России[23]
- Медаль «Первый трижды Герой Советского Союза А. И. Покрышкин»[24]
- Юбилейные медали (85 лет, 90 лет, 95 лет ДОСААФ России и т. п.)
- Почетная грамота ДОСААФ России
- Благодарность Председателя ДОСААФ России

## ДОСААФ в культуре

Почтовые марки. 2017 год. ДОСААФ России. Виды спорта
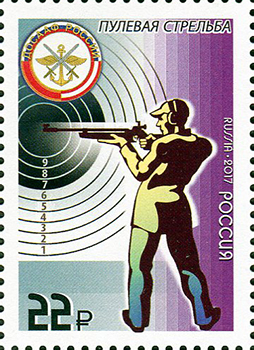
Пулевая стрельба
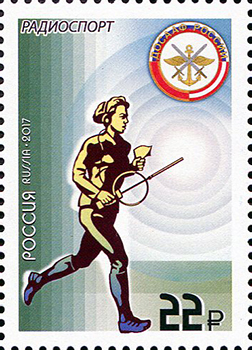
Радиоспорт

## Санкции
23 февраля 2024 года ДОСААФ включён в санкционный список Канады против организаций, связанных с военно-промышленным комплексом.